# Linia 4 metra w Szanghaju
Linia 4 – linia okrężna metra w Szanghaju. Biegnie wewnętrzną obwodnicą przez większość trasy, wchodząc do Pudong przez rzekę Huangpu. Dzieli trasę z linią 3 od Baoshan Lu do Hongqiao Lu.
Chociaż jest to linia okrężna, pociągi wracają do zajezdni wykorzystując Yishan Lu jako stacja terminal dla pasażerów wysiadających.
Pierwszy odcinek linii między Damuqiao Lu i Lancun Lu (linia w kształcie „C”) otwarto w dniu 31 grudnia 2005. Pozostałą część linii otwarto w dniu 29 grudnia 2007.
W celu określenia kierunku jazdy, linia, która przemieszcza się w lewo jest nazywana zewnętrzna pętla (外环), a drugi jest znany jako pętla wewnętrzna (内环).